# Kleinhaselbach
Kleinhaselbach ist seit dem 1. Jänner 1964 eine unbewohnte Katastralgemeinde von Allentsteig in Niederösterreich mit einer Grundfläche von 204,33 Hektar. Um den Truppenübungsplatz Döllersheim anlegen zu können, wurden ab 1938 die Bewohner ausgesiedelt.

## Geografie
Kleinhaselbach war ein Grabendorf östlich der Straße von Rausmanns nach Allentsteig. Der Ort bestand aus acht Gehöften beiderseits der Hauptstraße und einigen Wohnhäusern.

## Geschichte
Urkundlich erwähnt wird der Ort Kleinhaselbach erstmals um 1390, als einige hier befindliche Güter als zur Herrschaft Allentsteig bezeichnet werden. Eine weitere Erwähnung findet der Ort 1415, als er im Zehentregister der Pfarre Altpölla als zu Großpoppen gehörig genannt wird. 1590 erwarb die Herrschaft Allentsteig den gesamten Ort Kleinhaselbach gemeinsam mit Äpfelgschwendt.
Im 18. Jahrhundert wurde am Westeingang des Ortes an der Straße nach Großpoppen ein kapellenartiger rechteckiger Bildstock mit aus Holz geschnitzten Statuen der heiligen Anna, Maria, Joachim, Johannes Nepomuk und eines weiteren Heiligen im Chorrock erbaut. Die Kapelle von Kleinhaselbach wurde 1869 als rechteckiger Fachwerkbau mit einem hölzernen Türmchen errichtet. Die Pfarre Großhaselbach führte ab 1624 die Kirchenbücher. 1661 übernahm die Pfarre in Großpoppen diese Aufgabe.
Laut Adressbuch von Österreich waren im Jahr 1938 in Kleinhaselbach ein Viktualienhändler und einige Landwirte ansässig.
Um den Truppenübungsplatz Döllersheim errichten zu können, wurde der Bevölkerung von Kleinhaselbach bis zum 5. August 1938 Zeit gegeben, den aus 15 Häusern bestehenden Ort zu verlassen. Nach der Auflösung der Pfarre Großpoppen wurden die Matriken der Pfarre Allentsteig zur Aufbewahrung übergeben.